# Баден-Баденський суд над відьмами
Баден-Баденські суди над відьмами відбувалися в Баден-Бадені, Німеччина в 1627—1631 рр. 
Ці процеси над відьмами призвели до смерті понад 200 осіб; точна кількість невідома. 
Судові процеси належали до великої хвилі полювання на відьом, яка мала місце в південно-західній Німеччині під час Тридцятилітньої війни. 

Процес розпочався, коли лікар Матерн Ешбах, чиновник Вільгельма, маркграфа Баден-Бадена, розпочав розслідування чаклунства в місті Баден 16 вересня 1627 року. 
Доктор Ешбах вважався експертом у чаклунстві та консультував щодо того, як відбуватимуться судові процеси.  Заарештованих допитували, доки докази не були визнані достатніми для мотивації застосування тортур; після чого вони були змушені назвати щонайменше п'ятнадцять спільників, що призвело до стрімкого поширення процесів над відьмами по всій території Баден-Бадена.
Кількість страчених не підтверджується. 
Проте, за оцінками, близько 244 осіб, переважно жінок, звинувачено, а 231 засуджено та спалено. 

Суди над відьмами Баден-Бадена відбувалися в регіоні, який сильно постраждав від Контрреформації. 
Після битви біля Вімпфена 1622 року цю територію повторно покатоличили внаслідок Контрреформації, запровадженої єзуїтами. 
 
Існує припущення, що процеси над відьмами були частиною Контрреформації в Бадені. 
 
Підтверджено, що католицькі священники порушили таємницю сповіді під час судів над відьмами і що вони розкрили те, що говорили члени їхніх конгрегацій під час сповіді, і це розглядалося як показник того, що священники розкрили криптопротестантів під час полювання на відьом; 
 
хоча лише шість жертв полювання на відьом чітко стверджуються, що офіційно були протестантами, більшість дорослих у цьому регіоні були протестантами лише кілька років. 
Однак ця теорія не доведена через відсутність документації. 

Розслідування було остаточно завершено 10 квітня 1631 року. 
 
Традиційно причиною його припинення пояснювали наближення шведської армії Густава Адольфа, короля Швеції, до Бадена. 
 
Чи це правда, не підтверджено; шведська армія не займала цю територію в 1631 році, але, можливо, уряд Бадену помилково вважав, що вона це зробить.